# Élisabeth Beton-Delègue
Pour les articles homonymes, voir Beton et Delègue.
Élisabeth Beton-Delègue, née le 2 janvier 1955 à Bron (Rhône), est une diplomate française. Elle est successivement ambassadrice au Chili, au Mexique, en Haïti, puis d'avril 2019 à janvier 2022 près le Saint-Siège.

## Biographie
Élisabeth Beton-Delègue effectue des études de droit, obtient sa maîtrise, puis est diplômée de l'Institut d'études politiques de Lyon.
Elle intègre ensuite l'École nationale d'administration, puis entre au Quai d'Orsay en 1982. Elle sert ensuite en Irak, en Éthiopie, puis en Turquie. Elle est conseillère au cabinet du ministre des Affaires étrangères Michel Barnier en 2004-2005.
Elle est ambassadrice au Chili de 2005 à 2008, puis directrice des Amériques et des Caraïbes au Quai d'Orsay,. Elle est ensuite ambassadrice au Mexique de 2012 à 2014, inspectrice générale adjointe des Affaires étrangères en 2014-2015, puis ambassadrice en Haïti de 2015 à 2018,.
Élisabeth Beton-Delègue est proposée en avril 2019 par le gouvernement français comme ambassadrice près le Saint-Siège. Le Vatican donne rapidement son accord, et la nomination est effective le 10 avril,. Elle est la première femme à ce poste, le plus ancien de la diplomatie française. Elle est reçue par le pape François le 5 juin 2019 pour lui présenter ses lettres de créance.

## Décorations
- Chevalière de la Légion d'honneur[6].
- Officière de l'ordre national du Mérite[7].
- Dame grand-croix de l'ordre de Pie IX[8].